# Episodi di Dirty John (prima stagione)
La prima stagione della serie televisiva Dirty John, composta da 8 episodi, è stata trasmessa negli Stati Uniti su Bravo dal 25 novembre 2018 al 13 gennaio 2019.
In Italia, la stagione è stata interamente distribuita su Netflix il 14 febbraio 2019.
| n° | Titolo originale                  | Titolo italiano               | Prima TV USA     | Pubblicazione Italia |
| -- | --------------------------------- | ----------------------------- | ---------------- | -------------------- |
| 1  | Approachable Dreams               | Sogni accessibili             | 25 novembre 2018 | 14 febbraio 2019     |
| 2  | Red Flags and Parades             | Campanelli d'allarme e parate | 2 dicembre 2018  | 14 febbraio 2019     |
| 3  | Remember It Was Me                | Capirai che sono stato io     | 9 dicembre 2018  | 14 febbraio 2019     |
| 4  | Shrapnel                          | Schegge                       | 16 dicembre 2018 | 14 febbraio 2019     |
| 5  | Lord High Executioner             | Sua altezza il boia           | 23 dicembre 2018 | 14 febbraio 2019     |
| 6  | One Shoe                          | Una scarpa                    | 30 dicembre 2018 | 14 febbraio 2019     |
| 7  | Chivalry                          | Cavalleria                    | 6 gennaio 2019   | 14 febbraio 2019     |
| 8  | This Young Woman Fought Like Hell | Ha lottato come un leone      | 13 gennaio 2019  | 14 febbraio 2019     |

## Sogni accessibili
- Titolo originale: Approachable Dreams
- Diretto da: Jeffrey Reiner
- Scritto da: Alexandra Cunningham

### Trama
Debra Newell ha una vita apparentemente perfetta: ha successo, è bella e vive in una delle città costiere più desiderabili della California, Newport Beach. L'unica cosa che manca è l'amore. Così, quando Debra incontra finalmente l'affascinante e bel dottore John Meehan, viene rapidamente coinvolta in una storia d'amore vorticosa, con grande sgomento di sua figlia.
- Guest star: Jordan Murphy (Matt), John Karna (Jimmy), David Barrera (Palmer)
- Ascolti USA: 1.22[3]

## Campanelli d'allarme e parate
- Titolo originale: Red Flags and Parades
- Diretto da: Jeffrey Reiner
- Scritto da: Evan Wright

### Trama
- Guest star: Kiersten Warren (Britt), Sitara Hewitt (Casey)
- Ascolti USA: 1.24[4]

## Capirai che sono stato io
- Titolo originale: Remember It Was Me
- Diretto da: Jeffrey Reiner
- Scritto da: Diana Son

### Trama
- Guest star: Gillian Alexy (Maggie), Toks Olagundoye, Cliff Chamberlain (Ethan)
- Ascolti USA: 1.28[5]

## Schegge
- Titolo originale: Shrapnel
- Diretto da: Jeffrey Reiner
- Scritto da: Alexandra Cunningham e Sinead Daly

### Trama
- Guest star: Katrina Bowden (Cindi)
- Ascolti USA: 1.14[6]

## Sua altezza il boia
- Titolo originale: Lord High Executioner
- Diretto da: Jeffrey Reiner
- Scritto da: Christopher Goffard

### Trama
- Guest star: Shea Whigham (William Meehan), John Rubinstein, John Getz, Larry Sullivan (Dave Canova), Giorgia Whigham (Denise)
- Ascolti USA: 1.04[7]

## Una scarpa
- Titolo originale: One Shoe
- Diretto da: Jeffrey Reiner
- Scritto da: Alexandra Cunningham e Kevin J. Hynes

### Trama
- Guest star: Jeff Perry (Michael O'Neil), Alan Ruck (John Dzialo), Damon Gupton (Dennis), Josh Randall, Patrick Gallagher (Detective Dave Nissley), Jenna Lamia (Laurel)
- Ascolti USA: 1.37[8]

## Cavalleria
- Titolo originale: Chivalry
- Diretto da: Jeffrey Reiner
- Scritto da: Alexandra Cunningham e Lex Edness

### Trama
- Guest star: Marley Shelton, Taylor Nichols
- Ascolti USA: 1.49[9]

## Ha lottato come un leone
- Titolo originale: This Young Woman Fought Like Hell
- Diretto da: Jeffrey Reiner
- Scritto da: Alexandra Cunningham

### Trama
- Guest star: Adam J. Harrington, Tommy Savas (Max), Michelle Arthur
- Ascolti USA: 1.84[10]